# Ušní bubínek
Bubínek (latinsky: membrana tympani) je vazivová blanka většiny savců, oddělující vnější a střední ucho.

## Bubínek člověka
Nachází se na konci vnějšího zvukovodu. Má průměr asi 1 centimetr a tloušťku asi 0,1 milimetru. Ztluštělý okraj bubínku (lat. anulus fibrocartilagineus) zapadá do žlábku na spánkové kosti (lat. sulcus tympanicus). Vnější vrstva bubínku je tvořená pokračováním tenké kůže zvukovodu, střední vrstva je vazivová a vnitřní je pokračováním sliznicové výstelky bubínkové dutiny středního ucha. Bubínek je velmi pružný. Zvukové vlny, které přicházejí zvukovodem, jej rozkmitávají a toto kmitání se přenáší na sluchové kůstky prostřednictvím kladívka držátkem, které je přirostlé k bubínku.
Zdravý bubínek je lesklý a má našedivělou barvu.